# Jovan Nikolić
Jovan Nikolić (in serbo Joван Hиколић?; Nikšić, 21 luglio 1991) è un calciatore montenegrino, centrocampista dell'Arsenal Tivat.

## Carriera

### Club
Il 4 agosto 2015 viene acquistato dalla squadra albanese del Partizani Tirana, con cui firma un contratto triennale con scadenza il 30 giugno 2018.

### Nazionale
Ha giocato nella nazionale montenegrina Under-19.

## Palmarès

### Club

#### Competizioni nazionali
- Campionato montenegrino: 3

Budućnost: 2007-2008
Sutjeska: 2012-2013, 2013-2014
- Coppa del Montenegro: 2

Mladost Podgorica: 2017-2018
Sutjeska: 2022-2023